# William Mason (compositor)
William Mason (Boston, 24 de enero de 1829-Nueva York, 14 de julio de 1908) fue un pianista y compositor estadounidense.

## Biografía
William Mason nació en Boston (Estados Unidos) el 24 de enero de 1829 en el seno de una familia de músico. Su padre, el músico Lowell Mason, fue una figura destacada de la música sacra de su país. Su hermano menor, Henry Mason, fue cofundador de la fábrica de pianos Mason and Hamlin.
Después de un exitoso debut en la Boston Academy of Music, William se trasladó a Europa en 1849; allí fue el primer alumno de piano estadounidense de Franz Liszt e Ignaz Moscheles. Mason fue el líder de un conjunto de música de cámara de Nueva York que introdujo numerosas obras de Robert Schumann y otros famosos compositores europeos y estadounidenses durante la Guerra de Secesión y posteriormente, en la época en la que la música clásica aún tenía poca identidad específica en Estados Unidos.
Falleció en Nueva York el 14 de julio de 1908.

## Obra
William Mason escribió numerosas obras pedagógicas para estudiantes del piano pero es recordado sobre todo por sus composiciones para piano al estilo de Frédéric Chopin.
El compositor y pianista Edward MacDowell (1860-1908) dedicó a Mason su Segunda sonata para piano op. 50 Sonata Eroica (1895).